# Luigi Bartolini
Luigi Bartolini (Cupramontana, 8 febbraio 1892 – Roma, 16 maggio 1963) è stato un incisore, pittore, scrittore e poeta italiano.

## Biografia
Nato a Cupramontana l'8 febbraio 1892, è considerato insieme a Giorgio Morandi e Giuseppe Viviani tra i maggiori incisori italiani del Novecento.
Formatosi all'Accademia di Roma, la sua prima acquaforte risale al 1909 (La lanterna o I lanternini). Il suo stile si riallaccia alla tradizione naturalista italiana dell'Ottocento guardando al contempo le stampe di Rembrandt, Goya, Telemaco Signorini, Giovanni Fattori e degli incisori del Settecento
italiano. Partecipò, su invito, sia come incisore che come pittore a quasi tutte le edizioni della Biennale di Venezia dal 1928 al 1962, ricevendo il premio per l'incisione nel 1942. Per l'incisione fu premiato a Firenze nel 1932 con Morandi e Umberto Boccioni (alla memoria), nel 1935 alla Quadriennale di Roma e nel 1950 a Lugano.
Nel 1933 viene arrestato per motivi politici ad Osimo, dove risiedeva da qualche anno, dal regime fascista col quale pure aveva avuto rapporti. Dopo un mese di carcere ad Ancona venne confinato prima a Montefusco e poi a Merano dove rimarrà fino al 1938. Si trattò, secondo Luciano Troisio, uno dei suoi biografi, di un "processo e di un confino farsa": perché "L'antifascismo di Bartolini è perlomeno strano, dato che i veri antifascisti erano in carcere, ridotti all'impotenza, al silenzio, e comunque derisi, e non avevano certo come Bartolini intere pagine delle riviste fasciste a loro disposizione, tutta la loro opera diffusa, le incisioni riprodotte, le poesie pubblicate, le opere narrative recensite dagli organi del partito e pubblicizzate, non venivano ricevuti dal ministro Bottai per "leticare alla brava e alla buona, con fraternità d'affetto", come scriveva lo stesso Bottai il 1º agosto 1932 dalla villeggiatura di Frascati" (Troisio, "L'amoroso detective", 1979; cfr. p. 130 e ss.). Insomma: "Francamente il fascismo trattò Bartolini con tanto di guanti", conclude il letterato patavino.
L'opinione del “biografo patavino” parte però da un presupposto errato: che Luigi Bartolini si professasse antifascista. In realtà l'artista si è sempre definito anarchico, anzi “anarchico celestiale”, interessato solo all'arte e non alla politica. Infatti Bartolini non compare tra gli intellettuali che sottoscrissero, nel 1925, il Manifesto degli intellettuali fascisti, promosso dal filosofo Giovanni Gentile, con cui i numerosi firmatari garantivano l'appoggio e l'approvazione al regime.
Un'interessante sintesi del complesso rapporto tra Luigi Bartolini e il fascismo si trova nel libro “Mino Rosi e Luigi Bartolini, un sodalizio intellettuale”. 
“La storia delle frizioni inquietanti e degli scontri tempestosi tra Luigi Bartolini e il Fascismo potrebbe costituire un dossier di molte pagine. Il primo ma già decisivo episodio del fitto catalogo di ostracismi, censure, interdizioni che egli dovette subire a causa soprattutto dei suoi scritti scopertamente critici verso non tanto l’istituzione politica in sé, quanto verso le gerarchie del regime e i loro lacchè intellettuali, fu nel 1933 l’accusa di intrattenere “segreti rapporti epistolari con i fuoriusciti” leggi Lionello Venturi (che peraltro, a Parigi, gli aveva venduto un gruppo di acqueforti). La cosa gli costò dapprima il ritiro della tessera del partito, quindi l’arresto e l’associazione alle carceri di Ancona e il successivo confino a Montefusco, in quel di Avellino. Mussolini fece poi permutare il confino in un trasferimento a Merano, come sorvegliato politico. Il seguito fu una catena di azioni e reazioni: proibizioni ai giornali di pubblicare i suoi scritti, sequestri di libri (e distruzione: vedi Scritti d’eccezione, Il Campano Archiviato il 17 settembre 2017 in Internet Archive., 1942, n.d.r.), chiusure di mostre e quant’altro. Nel 1945 Bartolini raccontò la propria odissea in un libello (Perché do ombra Archiviato il 17 settembre 2017 in Internet Archive., Stampa Novografica, Roma 1945, n.d.r.) composto per rapide citazioni di testimonianze e documenti sui suoi trascorsi di dissidente perseguitato, quasi carta d’identità o inequivocabile lettera di credenziali per prendere ancora una volta polemicamente posizione nel nuovo clima, non privo di mistificazioni, del Dopoguerra”. (Cfr. N. Micieli, Mino Rosi e Luigi Bartolini, un sodalizio intellettuale. Fondazione Cassa di Risparmio di Volterra, 1998).
Una breve ma significativa testimonianza sulla statura morale di Luigi Bartolini l’ha resa anche l'Unità il 28 gennaio 2002 con un intervento firmato Raul Wittenberg: “Caro Direttore, vorrei anch’io ricordare, nel Giorno della Memoria, una persona grazie alla quale la mia famiglia, ebrea di Königsberg, ha potuto evitare il martirio nei campi nazisti dopo la fuga dalla Germania di Hitler. Si tratta di Luigi Bartolini, scomparso quarant’anni or sono (…). In quel terribile inverno del 1944, un pomeriggio mio padre fu avvisato che il giorno dopo sarebbe stato prelevato con la sua compagna dalla Gestapo. Non abbiamo mai saputo chi abbia voluto avvisarci. Fatto sta che i miei raccolsero poche cose e fuggirono verso la vicina casa di un conoscente antifascista che aveva promesso ospitalità qualora fossero stati scoperti. Ma nessuno rispose al disperato insistere sul campanello. Si faceva sera, si avvicinava il coprifuoco, i miei decisero di tentare con il Maestro. Bartolini non solo aprì subito la porta, ma insieme alla signora Anita accolse i miei e li tenne nascosti in casa per oltre una settimana , giusto il tempo di organizzare la fuga da Roma. E Bartolini lo fece a suo rischio (…). Dopo molti anni, spinto dall’ondata di razzismo e antisemitismo che sembra emergere nell’attuale situazione politica, ho sentito la necessità di rendere pubblicamente omaggio alla memoria di un uomo giusto (…). (Cfr. l'Unità, 28 gennaio 2002, pag. 29 sez. nazionale Commenti).
Sempre nel periodo 1949-1950 realizza, insieme ad un autoritratto, Le mietitrici per l'importante collezione Verzocchi di Forlì, oggi alla Pinacoteca Civica di quella città.
Fu presente a tutte le più importanti manifestazioni artistiche del suo tempo, sviluppando diverse maniere definiti da lui stesso: "maniera bionda", "nera" e "lineare", con questi modi realizzò numerose acqueforti con: paesaggi delle Marche e della Sicilia e le serie: Gli insetti, Le farfalle, Gli uccelli, e Scene di caccia.
Notevole anche la sua attività di scrittore, poeta, critico d'arte e polemista, con oltre 70 libri pubblicati con le maggiore case editrici, tra le quali Vallecchi, Arnoldo Mondadori Editore, Longanesi e Nistri Lischi. Fu collaboratore della principali riviste e giornali italiani: Il Selvaggio, Il Frontespizio, Quadrivio, Maestrale, Corriere della Sera, Il Borghese, La Fiera Letteraria, Il Resto del Carlino, Il Gazzettino. Pochi sanno che la rivista Corrente prende il suo nome da una indicazione di Luigi Bartolini.
Nel 1946 pubblica per l'editore Polin di Roma il romanzo Ladri di biciclette, dal quale Cesare Zavattini trasse spunto per la sceneggiatura dell'omonimo film di Vittorio De Sica.
Nel 1960 viene nominato Accademico di San Luca.
Nel 1965 gli viene dedicata una retrospettiva nell'ambito della IX Quadriennale di Roma.

## Mostre e premi
- 1928 - Prima partecipazione alla Biennale di Venezia
- 1932 - Mostra dell'incisione italiana - 1º Premio
- 1935 - Ia Quadriennale di Roma - 1º Premio per l'incisione
- 1939 - IIa Quadriennale di Roma - 1º Premio per l'incisione
- 1942 - XXII Biennale di Venezia - Sala personale e 1º premio per l'incisione
- 1949 - Twentieth-Century Italian Art, BY JAMES THRALL SODY AND ALFRED H. DAUR, JR, MoMa, New York[1][2]
- 1950 - Premio internazionale di Lugano - 1º premio
- 1951 - Personale alla galleria Silvagni di Parigi
- 1952 - Personale alla Calcografia Nazionale di Roma
- 1952 - XXVI Biennale di Venezia - Premio per l'incisione
- 1953 - Personale a Bruxelles alla biblioteca reale
- 1953 - Premio Chianciano per la poesia con il libro "Pianete"
- 1954 - Premio Marzotto per la letteratura con D. Buzzati
- 1956 - Premio Marzotto per la pittura
- 1956 - III Biennale dell'Incisione a Venezia - Premio della Presidenza del Consiglio
- 1960 - Viene nominato Accademico di San Luca
- 1962 - XXXI Biennale di Venezia - Sala personale
- 1962 - Mostra personale alla Calcografia Nazionale di Roma
- 1965 - IX Quadriennale di Roma - Sala personale

## Opere

### Narrativa
- 1930 - Passeggiata con la ragazza - Ed. Vallecchi- Firenze
- 1930 - Il ritorno sul Carso - Ed. Mondadori- Milano
- 1931 - Il molino della carne - Ed. Bompiani- Milano
- 1933 - L'orso ed altri amorosi capitoli - Ed. Vallecchi- Firenze
- 1940 - Follonica ed altri 14 capitoli di umore amoroso - Ed. Emiliano degli Orfini- Genova
- 1942 - Il cane scontento ed altri racconti - Ed. Tuminelli- Roma
- 1943 - Vita di Anna Stickler racconti e acqueforti - Ed. Tuminelli- Roma
- 1946 - Ladri di biciclette - Ed. Polin - Roma
- 1948 - Ladri di biciclette 2ª edizione - Ed. Longanesi- Milano
- 1945 - Ragazza caduta in città - Ed. Il Solco - Città di Castello
- 1949 - Amata dopo - Ed. Nistri Lischi - Pisa
- 1951 - Il mezzano Alipio - Ed. Vallecchi - Firenze
- 1954 - Signora Malata di cuore - Vallecchi - Firenze
- 1955 - Antinoo o l'efebo dal naso a becco di civetta - Ed. Porfiri - Roma
- 1955 - Castelli Romani - Ed. Cappelli - Bologna
- 1957 - Tre prose d'arte - Il sodalizio del libro - Venezia
- 1959 - La pettegola ed altri racconti - Ed. Cappelli - Bologna
- 1960 - Le acque del Basento - Ed. Mondadori - Milano
- 1960 - Passeggiata con la ragazza nuova edizione - Ed. Mondadori - Milano
- 1962 - L'antro di Capelvenere - Ed. Istituto d'arte - Urbino
- 1963 - Racconti scabrosi - Ed. Scheiwiller - Milano

### Poesia
- 1924 - Il guanciale - Ed. Merat - Parigi
- 1924 - Il guanciale - Ed. IL pensiero contemporaneo - Torino
- 1931 - La vita dei morti - Ed. Campitelli - Foligno
- 1939 - Poesie 1928-1938 - Ed. La Modernissima - Roma
- 1941 - Poesie ad Anna Stikler - Ed. Il Cavallino - Venezia
- 1942 - Scritti d'eccezione - Ed. IL Campano - Pisa
- 1944 - Poesie e satire - Ed. D.O.C. - Roma
- 1948 - Liriche e polemiche - Ed- Nistri Lischi - Pisa
- 1953 - Pianete - Ed. Vallecchi - Firenze
- 1953 - Poesie per Anita e Luciana - Ed. Scheiwiller - Milano
- 1953 - Addio ai sogni - Ed. Scheiwiller - Milano
- 1953 - Ombre fa le metope - Ed. Schwarz - MIlano
- 1954 - Dodici Poesie di Luigi Bartolini - Ed. Malaria - Follonica
- 1954 - Poesie 1954 - Ed. Vallecchi - Firenze
- 1958 - Al padre ed altri poemetti - Ed. Miano - Milano
- 1959 - Il Mazzetto - Ed. MOndadori - Milano
- 1960 - Poesie 1960 - Ed. Bucciarelli - Ancona
- 1961 - 13 Canzonette - Ed. Scheiwiller - Milano
- 1963 - L'eremo dei frati bianchi - Ed. Bucciarelli - Ancona
- 1963 - Testamento per Luciana - Ed. Bucciarelli - Ancona

## Luigi Bartolini nei musei
- Londra  - British Museum
- Parigi - Museo Jeu de Paume
- Parigi - Biblioteca nazionale
- New York - Museum of Modern art (MoMa)
- Washington - National Gallery of Art
- Helsinki - Museo Ateneum (donazione Pieraccini)
- Roma - Galleria nazionale d'arte moderna
- Firenze - Gabinetto delle stampe degli Uffizi
- Firenze - Galleria d’arte moderna di Palazzo Pitti
- Milano  - Civica raccolta Bertarelli, Castello Sforzesco (insieme alla collezione Lamberto Vitali)
- Milano - Museo d’arte moderna
- Pisa - Gabinetto disegni e stampe dell’università (collezione Sebastiano Timpanaro)
- Roma - Museo della scuola romana
- Bologna - Pinacoteca nazionale
- Volterra  - Fondazione Cassa di Risparmio (collezione Mino Rosi)
- Bolzano - Museo d’arte moderna
- Ancona - Pinacoteca
- Cupramontana  - Biblioteca comunale, pinacoteca Luigi Bartolini
- Assisi - Galleria d’arte contemporanea
- Macerata - Musei civici di Palazzo Buonaccorsi
- Macerata - Museo Palazzo Ricci
- Livorno - Museo G. Fattori
- Cortina d’Ampezzo - Museo delle Regole
- Recanati - Museo d’arte contemporanea
- Forlì - Pinacoteca civica
- Palmi - Pinacoteca Leonida ed Albertina Repaci
- Osimo - Museo civico sez. arte moderna e contemporanea
- Jesi - Pinacoteca civica e galleria d'arte contemporanea
- Castronuovo di Sant'Andrea - Museo internazionale della grafica